# Neonauclea ceramensis
Neonauclea ceramensis är en måreväxtart som beskrevs av Colin Ernest Ridsdale. Neonauclea ceramensis ingår i släktet Neonauclea och familjen måreväxter. Inga underarter finns listade i Catalogue of Life.